# هانا بلاندل
هانا بلاندل (بالإنجليزية: Hannah Blundell) هي لاعبة كرة قدم بريطانية، ولدت في 25 مايو 1994 في إيستبورن في المملكة المتحدة. شاركت مع منتخب إنجلترا تحت 19 سنة للسيدات لكرة القدم ومنتخب إنجلترا تحت 23 سنة للسيدات لكرة القدم. أما مع النوادي، فقد لعبت مع نادي تشيلسي لكرة القدم للسيدات.

## وصلات خارجية
- هانا بلاندل على موقع الاتحاد الدولي (مؤرشف)  (الإنجليزية)
- هانا بلاندل على موقع الاتحاد الأوربي (الإنجليزية)
- هانا بلاندل على موقع قاعدة بيانات كرة القدم.إي يو (الإنجليزية)
- هانا بلاندل على موقع Soccerway.com (الإنجليزية)
- هانا بلاندل على موقع عالم كرة القدم.نت (الإنجليزية)